# Igor Petrov
Igor Petrov (ur. 7 maja 1959 w Czeskim Cieszynie) – czeski inżynier i samorządowiec polskiego pochodzenia, burmistrz Trzyńca (1996–2006), senator Republiki Czeskiej (2004–2010).

## Życiorys
Urodził się w rodzinie Bułgara i Polki. Ukończył przemysłową szkołę średnią w Bruntále oraz Wyższą Szkołę Ekonomiczną w Pradze. Od 1982 pracował w przedsiębiorstwie państwowym ČSAD Frýdek-Místek, a później ČSAD Český Těšín. W latach 90. był członkiem zarządu spółki ČSAD Český Těšín oraz jej wiceprezesem. Zasiadał również w radach nadzorczych spółek: Nehlsen Třinec i TRISIA.
W 1994 został wybrany w skład Rady Miejskiej Trzyńca. W 1996 objął funkcję burmistrza miasta, którą sprawował do 2006. W latach 2000–2004 zasiadał w Zgromadzeniu Regionalnym Kraju Ostrawskiego (Śląsko-Morawskiego), gdzie pełnił obowiązki przewodniczącego Komisji ds. mniejszości narodowych oraz wiceprzewodniczącego Komisji ds. transportu. W 2008 bez powodzenia ubiegał się o ponowny wybór w skład Zgromadzenia Regionalnego Śląsko-Morawskiego.
W 2004 został wybrany senatorem w okręgu nr 73 (Frydek-Mistek) jako kandydat niezależny. Jest wiceprzewodniczącym Komisji ds. Gospodarki, Rolnictwa i Transportu. Zasiada w Klubie Parlamentarnym Otwartej Demokracji. W wyborach senackich 2010 nie wszedł do II tury.